# Маркела Хиоска
Света мученица Маркела је хришћанска светитељка. Ова светитељка се посебно поштује на острву Хиосу. Хришћани верују да се у њеној цркви, дешавају сваке године бројна чудеса. Међутим њено житије није познато. По предању Маркела је била необично побожна девојка, која рано остала без мајке. Њен отац хтео је да живи са ћерком као са женом. Маркела је побегла од оца, али њу је овај стигао и у бесу на комаде исекао. У хришћанкој традицији помиње се да се близу њеног храма налази неко камење, које са времена на време постаје крваво. То камење народ узима, носи у цркву, моли се светој Маркели, па ставља на болеснике. У хришћанској традицији помиње се да болесници од тог камења оздрављају.
Српска православна црква слави је 22. јула по црквеном, а 4. августа по грегоријанском календару.